# 26829 Sakaihoikuen
26829 Sakaihoikuen è un asteroide della fascia principale. Scoperto nel 1989, presenta un'orbita caratterizzata da un semiasse maggiore pari a 2,6522253 UA e da un'eccentricità di 0,1415835, inclinata di 11,90427° rispetto all'eclittica.